# Velvet (énekes)
Jenny Marielle Pettersson (Helsingborg, 1975. november 5. –), művésznevén Velvet svéd dance-pop énekesnő. 2005 óta aktív, két nagylemeze jelent meg, első nyolc kislemeze pedig mind a svéd zenei listák első 20 helyezettje közé került.

## Diszkográfia

### Albumok
| Év   | Album     | Sverigetopplistan | Norvégia | Lengyelország |
| Év   | Album     | Csúcs             | Csúcs    | Csúcs         |
| ---- | --------- | ----------------- | -------- | ------------- |
| 2006 | Finally   | 46                | –        | –             |
| 2009 | The Queen | 33                | 17       | 59            |

### Kislemezek
| Év   | Cím                                 | Album     | Helyezés | Helyezés | Helyezés | Helyezés | Helyezés | Helyezés | Helyezés     |
| Év   | Cím                                 | Album     | SWE      | FIN      | PT       | RUS      | ROM      | TUR      | US Hot Dance |
| ---- | ----------------------------------- | --------- | -------- | -------- | -------- | -------- | -------- | -------- | ------------ |
| 2005 | "Rock Down To (Electric Avenue)"    | Finally   | 6        | —        | 19       | 6        | —        | —        | —            |
| 2006 | "Don’t Stop Moving"                 | Finally   | 8        | —        | —        | 46       | —        | —        | —            |
| 2006 | "Mi Amore"                          | Finally   | 5        | —        | —        | 6        | —        | —        | —            |
| 2007 | "Fix Me"                            | The Queen | 7        | —        | —        | 132      | —        | 65       | 14           |
| 2007 | "Chemistry"                         | The Queen | 8        | 6        | —        | —        | 3        | 10       | —            |
| 2008 | "Déjà Vu"                           | The Queen | 2        | —        | —        | —        | —        | 1        | —            |
| 2008 | "Take My Body Close"                | The Queen | 8        | —        | —        | —        | —        | —        | —            |
| 2009 | "The Queen"                         | The Queen | 13       | —        | —        | —        | —        | —        | —            |
| 2009 | "Come Into the Night"               | The Queen | 44       | —        | —        | —        | —        | —        | —            |
| 2010 | "Victorious" (with Linda Bengtzing) | -         | 15       | —        | —        | —        | —        | —        | —            |
| 2010 | "My Destiny"                        | The Queen | 43       | —        | —        | —        | —        | —        | —            |
| 2011 | "Love Struck"                       | —         | —        | —        | —        | —        | —        | —        | —            |
| 2014 | "Enemy"                             | —         | —        | —        | —        | —        | —        | —        | —            |
| 2015 | "Friendly Fire"                     | —         | —        | —        | —        | —        | —        | —        | —            |

## Fordítás
- Ez a szócikk részben vagy egészben  a   Velvet (singer) című angol Wikipédia-szócikk fordításán alapul.  Az eredeti cikk szerkesztőit annak laptörténete sorolja fel. Ez a jelzés csupán a megfogalmazás eredetét és a szerzői jogokat jelzi, nem szolgál a cikkben szereplő információk forrásmegjelöléseként.